# Пенелопа брунатна
Пенелопа брунатна (Penelope ortoni) — вид куроподібних птахів родини краксових (Cracidae).

## Етимологія
Вид названий на честь американського натураліста XIX століття Джеймса Ортона, який вивчав природу басейну Амазонки.

## Поширення
Птах поширений у вологих лісах на західних передгір'ях Анд у західній Колумбії і північно-західному Еквадорі.

## Стан популяції
Чисельність популяції, за приблизними оцінками 2008 року, становить 10,000-32,000 статевозрілих особин, з них в Еквадорі мешкає 7000-21000.

## Опис
Це великий птах завдовжки до 66 см. Оперення коричневого кольору із сірим відтінком. На грудях є біла облямівка. Навколо очей є гола ділянка шкіри синього кольору. Ноги червоні, хвіст довгий.

## Спосіб життя
Мешкає у помірних та тропічних дощових лісах. Живиться плодами дерев. Годується невеликими групками по 4 і більше птахів. Розмноження відбувається у липні-вересні. У гнізді два яйця.